# Cyrela Brazil Realty
Cyrela Brazil Realty (Cyrela Brazil Realty SA Empreendimentos e Participacoes) ist ein brasilianisches Unternehmen mit Sitz in São Paulo, das in der Immobilienbranche tätig ist. Das Unternehmen konzentriert sich auf den Bau, die Entwicklung, die Förderung und den Verkauf von Wohnimmobilien. Die Aktivitäten gliedern sich in drei Geschäftsfelder: Immobilien, Wohnen und Dienstleistungen. Der Immobilienbereich bietet Häuser für einkommensstarke Familien an. Die Division Housing bietet Wohnungen für Familien mit mittlerem und niedrigem Einkommen. Der Geschäftsbereich Services umfasst die Unterteilung von Grundstücken und die Erbringung sonstiger Immobiliendienstleistungen. Das Unternehmen entwickelt eigenständig und über Joint-Venture-Partnerschaften Wohnprojekte. Das Unternehmen ist über zahlreiche Tochterunternehmen auf dem brasilianischen Markt tätig.
Zu den Hauptobjekten zählen die Projekte des Faria Lima Financial Center in São Paulo, des JK Financial Center in São Paulo und des Le Parc Residential Resort in Salvador (Bahia), der größten Luxus-Wohnanlage in Brasilien.

## Geschichte
Im Jahre 1962 wird Cyrela in São Paulo gegründet. 1981 werden Cyrela Construtora und Seller (eigenes Verkaufsteam) erstellt. Im Jahre 1994 wird Brazil Realty, ein Joint Venture mit dem argentinischen Unternehmen IRSA gegründet. 1996 wird das Unternehmen an der brasilianischen Börse gelistet. 2000 erfolgt die Zusammenarbeit zwischen Cyrela und RJZ Engenharia in Rio de Janeiro. Im Jahre 2002 beteiligt sich IRSA an Brazil Realty. Die Tochtergesellschaften von Cyrela werden unter Cyrela Vancouver im Jahre 2004 zusammengefasst. Im Mai 2005 erfolgte die Fusion von Cyrela Vancouver zu Brazil Realty und Umfirmierung in Cyrela Brazil Realty S.A. Empreendimentos e Participações (CBR). Im September 2005 werden die Aktien von Cyrela am Novo Mercado von BM&FBovespa gehandelt. 2006 begann die geografische Diversifizierung mit acht Partnerschaften in sieben brasilianischen Bundesstaaten. 2009 wird die Tochtergesellschaft Living wird ein unabhängiges Unternehmen mit eigenen Hauptsitz. 2016 Cyrela beteiligt sich mit 13,62 % an Tecnisa S.A. Im Jahre 2018 schafft Cyrela die Marke Vivaz und ist nun in Partnerschaft mit dem Minha Casa Minha Vida-Programm im Economy-Segment tätig.